# 朱才 (北齐)
朱才，字待问，南北朝末年吴都（今江苏省苏州市）人。
朱才本来是南梁人。陈霸先建立南陈，取代南梁。南梁宗室萧庄在长江中游称帝，以朱才兼散騎常侍，作为袁奭的副手朝觐北齐。萧庄失败后，朱才留在邺城。升任国子博士、谏议大夫。北齐设立文林馆，祖珽推荐朱才与通直散骑侍郎韦道逊、陆乂、太子舍人王劭、卫尉丞李孝基、殿中侍御史魏澹、中散大夫刘仲威、袁奭、奉车都尉眭道闲、考功郎中崔子枢、左外兵郎薛道衡、并省主客郎中卢思道、司空东阁祭酒崔德、太学博士诸葛汉、奉朝请郑公超、殿中侍御史郑子信进入馆中编纂书籍，北齐被北周灭亡后，朱才客游信都，之后去世。